# Chlamydatus wilkinsoni
Chlamydatus wilkinsoni är en insektsart som först beskrevs av Douglas och Scott 1866.  Chlamydatus wilkinsoni ingår i släktet Chlamydatus och familjen ängsskinnbaggar. Arten är reproducerande i Sverige. Inga underarter finns listade i Catalogue of Life.